# Perge
Perge (em grego: Πέργη; romaniz.: Pérge) ou Perga foi uma antiga cidade grega na Anatólia e capital da Panfília. Hoje é um grande sítio arqueológico, situado 15 km a leste da cidade de Antália, na província de Antália, costa mediterrânica da Turquia.

## História
Perge foi uma importante cidade da Panfília, localizada entre os rios Castaraia (Kastaraya) e Cestro (Cestrus; atual rio Aksu). Nela se encontra uma acrópole que remonta à Idade do Bronze.
Na antiguidade um tratado entre o grande rei hitita Tudália IV e seu vassalo, o rei de Taruntassa, definiu a fronteira ocidental deste último reino como sendo a cidade de "Para" (o nome primitivo da cidade) e o Castaraia, sendo este rio considerado o Cestro clássico.
Depois retorna à história como uma cidade grega, e juntamente com a Panfília foi governada sucessivamente por persas, atenienses e persas novamente. Alexandre, o Grande, depois de deixar a cidade de Fáselis ocupou Perge com uma parte de seu exército. A estrada entre essas duas cidades é descrita como longa e difícil. O domínio de Alexandre sobre a cidade foi seguido pelo Reino Diádoco e posteriormente pelo domínio do Império Romano.
Durante o período helenístico, Perge foi uma das cidades mais ricas e belas da antiguidade, e ganhou fama pelo culto a Ártemis, cujo templo ficava em uma colina fora da cidade, e em honra dela festivais anuais eram celebrados. As moedas de Perge representavam a deusa e seu templo. 
A cidade é notável também por nela ter vivido o famoso matemático grego Apolônio de Perga.
Como o Cestro ficou assoreado no final da era romana, a cidade acabou declinando em importância. Na primeira metade do século IV, durante o reinado de Constantino (324-337), Perge tornou-se um importante centro do cristianismo, que logo se tornou a religião oficial do império. A cidade manteve seu status de centro cristão nos séculos V e VI.
Perge permaneceu habitada até a fundação do Império Seljúcida.

## Contexto bíblico
A cidade de Perge é mencionada por três vezes na Bíblia, no capítulo 13 e no capítulo 14 de Atos dos Apóstolos.
Em 46 A.D., durante a primeira viagem missionária, o apóstolo Paulo, Barnabé e João Marcos chegaram em Perge vindos de Chipre. Esta cidade é bem conhecida por ter sido nela que João Marcos, vendo as dificuldades que encontraria adiante, «apartando-se deles, voltou para Jerusalém» (Atos 13:13), enquanto Paulo e Barnabé continuaram até Antioquia da Pisídia. 
No retorno da viagem eles passaram novamente por Perge, onde Paulo anunciou a palavra de Deus (Atos 14:25).

## Patrimônio arqueológico
Podemos destacar em seu rico sítio arqueológico:
- Acrópole
- Ruas colunadas
- Cardo Máximo
- Decúmano Máximo
- Teatro
- Estádio
- Muros dos períodos helenístico e romano
- Portas dos períodos helenístico e romano
- Arcos
- Ágora romana
- Basílicas
- Termas romanas
- Ninfeus
- Palestra
- Necrópole
- Tumba de Plância Magna, esposa do senador romano Caio Júlio Cornuto Tértulo